# Евгений Преображенски
Евгений Николаевич Преображенски (9 юни [22] 1909 г., Волокославинское, Кириловски уезд, Новгородска губерния, Руска империя – 29 октомври 1963 г., Москва, РСФСР, СССР) – съветски пилот и военачалник от военноморската авиация, участник в Съветско-финландската и Великата отечествена войни, командир на Военноморската авиация на СССР (1950 – 1963), заместник – главнокомандващ на ВМС на СССР (1955 – 1960), Герой на Съветския съюз (13 август 1941 г.). Генерал-полковник от авиацията (27 януари 1951 г.).
Той лично командва флагманския екипаж по време на първите бомбардировки на Берлин през лятото на 1941 г. от самолети на 8-а бомбардировачна авиационна бригада на ВВС на Балтийския флот на Червенознаменния флот на ВМС на СССР и участва в тези полети.

## Биография

### Ранни години
Той е роден на 9 (22) юни 1909 г. в село Волокославинское, Кириловски уезд, Новгородска губерния, Руска империя (сега Кириловски район, Вологодска област), в семейство на селските учители Николай Александрович Преображенски (1882 – 1941), който е преподавал химия, и Анна Дмитриевна Преображенская, по рождение Делова (1886 – 1967), която е преподавала руски език.
Завършва тригодишно обучение в Череповецкия педагогически институт.

### Началото на военна кариера
През 1927 г., от третия курс на техническото училище, е повикан на военна служба във флота по комсомолски билет.
През 1929 г. завършва Ленинградското военнотехническо училище на Военновъздушните сили на Червената армия, а през 1930 г. – Висшето училище на червените военноморски летци в Севастопол.
От юли 1930 г. – младши пилот на 62-ра отделна авиационна ескадрила, командир на кораб.
През 1933 г. завършва курсове за повишаване на квалификацията на командния състав във Военновъздушната академия на Червената армия „Проф. Н. Е. Жуковски“ в Москва, след което е назначен за командир на авиационния отряд на 121-ва авиационна ескадрила.
От април 1936 г. е командир на 105-и авиационен отряд, а през юни същата година е преместен на длъжността командир на 25-а авиационна ескадрила.
От април 1938 г. е помощник-командир на 1-ви минно-торпеден авиационен полк на ВВС на Червенознаменния Балтийски флот, а през август е назначен за командир на 4-та ескадрила на авиационния полк на ВМС на СССР.
От декември 1939 г. – командир на 57-и бомбардировъчен авиационен полк на ВВС на Балтийския флот с червено знаме, с който участва в Съветско-финландската война (30 ноември 1939 г. – 12 март 1940 г.) . На 7 февруари 1940 г. „за образцово изпълнение на бойните задачи на командването на фронта на борбата срещу финландската белогвардия и проявените при това доблест и смелост“ е награден с орден „Ленин“.

### Великата отечествена война
В началото на Великата отечествена война, през юли 1941 г., е назначен за командир на 1-ви минно-торпеден авиационен полк от 8-а бомбардировачна авиационна бригада на военноморската авиация на Балтийския флот.
В началото на август 1941 г. специална летателна група от Ленинград е преместена на летището в Кагул на остров Сааремаа (Езел) в архипелага Мунзунд. В нощта на 7 срещу 8 август 1941 г. специална авиационна група от 15 бомбардировача ДБ-3 участва в първите бомбардировки срещу военно-промишлени обекти в столицата на Нацистка Германия, Берлин. Флагманският самолет на Е. Н. Преображенски бомбардира гара Шчечин, където са били концентрирани военни влакове, изпратени на Източния фронт.
След завръщането на въздушната група И. В. Сталин поздравява пилотите за изпълнението на бойната им мисия. На същия ден, 8 август, той подписва заповед № 0265 „За насърчаване на участниците в бомбардировките на град Берлин“. В него се казва: „В нощта на 7 срещу 8 август група самолети от Балтийския флот извършиха разузнавателен полет до Германия и бомбардираха град Берлин. Пет самолета хвърлиха бомби над центъра на Берлин, а останалите – в покрайнините на града. Изказвам своята благодарност на личния състав на самолетите, участвали в полета. Подам[ неясно? ] петиция до Президиума на Върховния съвет на СССР за награждаване на отличени военнослужещи. Да се дадат на всеки член на екипажа, участвал в полета, по 2 хиляди рубли. Отсега нататък се установява, че на всеки член на екипажа, хвърлил бомби върху Берлин, ще бъдат дадени по 2 хиляди рубли. Заповедта да се обяви на екипажите на самолетите, участвали в първата бомбардировка на Берлин, и на целия личен състав на 81-ва далечна въздушна дивизия. Народен комисар на отбраната Йосиф Сталин“. На 13 август 1941 г. е удостоен със званието Герой на Съветския съюз и е награден с орден „Ленин“ и медал „Златна звезда“ (№ 530). Общо от 7 август 1941 г. авиационната група на полковник Е. Н. Преображенски щурмува Берлин 10 пъти, последният полет се извършва на 4 септември 1941 г. Той лично участва в тези полети. През този период на военни операции авиогрупата извършва 86 бойни излитания, 33 самолета достигат целта си и хвърлят над 36 тона високоексплозивни и запалителни бомби и 34 бомби с листовки върху Берлин.
След съветските въздушни нападения домакини в Берлин още в самото начало на войната писали писма като тези до съпрузите си на фронта:
| „ | Скъпи мой Ернст! Войната с Русия вече ни костваше стотици хиляди жертви. Мрачните мисли не ме напускат. Напоследък бомбардировачи летят през нощта. На всички се казва, че британците са бомбардирали, но ние знаем със сигурност, че руснаците са ни бомбардирали онази нощ. Те си отмъщават за Москва. Берлин се тресе от експлозиите на бомби... И ще ви кажа като цяло: откакто руснаците се появиха над главите ни, не можете да си представите колко лоши станаха нещата за нас. Роднините на Уили Фюрстенберг са служили в артилерийски завод. Фабриката вече не съществува! Роднините на Уили загинаха под развалините. Ах, Ернст, когато руските бомби паднаха върху фабриките на Сименс, ми се стори, че всичко се срива под земята. Защо се забъркахте с руснаците? | “ |

През януари 1942 г. самолет ДБ-3, повреден от зенитен огън, извършва аварийно кацане в гората, докато се връща от бомбардировка, и при тридесетградусов студ екипажът (включително П. И. Хохлов) успява да се измъкне през снега до своите.
За изключителната смелост и героизъм на личния си състав, 1-ви минно-торпеден авиационен полк, командван от Е. Н. Преображенски, е първият във флота, удостоен със званието „Гвардейски“. На 10 август 1942 г. е назначен за командир на 8-а бомбардировъчна авиационна бригада на Военноморската авиация на Балтийския флот.
През пролетта на 1943 г. 8-а въздушна бригада участва в нападения над Кьонигсберг, Тилзит и Инстербург. През май 1943 г. е назначен за началник на щаба, а от септември 1944 г. е изпълняващ длъжността командир на авиацията на Северния флот. От 24 юли 1943 г. – генерал-майор от авиацията. През октомври 1944 г. той участва в операцията Петсамо – Киркенес. От 5 ноември – генерал-лейтенант на авиацията. По време на неговото ръководство на Северния флот авиацията на флота потапя 99 кораба и транспорта и поврежда други 64, свалят 533 самолета и нанасят други големи щети на врага.
От април 1945 г. – заместник-командир, а от февруари 1946 г. – командир на ВВС на Тихоокеанския флот на СССР.

## След войната
На 25 август 1945 г., по време на Съветско-японската война (9 август – 2 септември 1945 г.; Тихоокеански театър), въздушно-десантна група под командването на генерал-лейтенант Е. Н. Преображенски и с негово лично участие каца с летящи лодки в един от заливите на Порт Артур (Люшун), а след това в Дайрен (Далян) в Китай, поемайки контрола над тези градове и пристанища.
От февруари 1946 г. – командир на авиацията на Тихоокеанския флот (от април 1947 г. – 5-и флот).
От февруари 1950 г. до май 1962 г. – главнокомандващ на авиацията на ВМС на СССР (от юли 1955 г. до декември 1960 г. – заместник-главнокомандващ на ВМС на СССР – главнокомандващ на авиацията на ВМС на СССР).
На 27 януари 1951 г. е удостоен с военно звание генерал-полковник от авиацията.
От май до август 1962 г. е на разположение на главнокомандващия на ВМС на СССР.
От август 1962 г. – военен консултант към Групата на генералните инспектори на Министерството на отбраната на СССР.
Той почива на 29 октомври 1963 г. в Москва. Погребан е на Новодевичското гробище.